# Jon van Eerd
Jon van Eerd (Maastricht, 5 september 1960) is een Nederlandse acteur, zanger, schrijver en  theaterproducent

## Loopbaan
Van Eerd studeerde enkele jaren Engels aan de Rijksuniversiteit Leiden, en ging na het behalen van zijn kandidaats over naar de Universiteit van Amsterdam waar hij Theaterwetenschap studeerde en in 1989 cum laude zijn titel behaalde. Hij speelde toneel in de Verenigde Staten en Engeland. In 1982 won hij de internationale FEATS-prijs voor beste mannelijke acteur voor zijn rol in Equus.
Van Eerd speelde bij verschillende theatergezelschappen zoals Toneelgroep de Appel, maar ook in het lichtere genre met cabareteske programma's als Vreemde Trekjes en Bloedlink. In het Nederlandse theater werd hij bekend door de rol van Olivier B. Bommel in de musical De Trullenhoedster en de concertreeks Jon van Eerd zingt Stephen Sondheim. Hij speelde in musical- en theaterproducties als Mamma Mia!, Titanic en There's No Business Like Show Business. 
Ook ontwikkelde Van Eerd zich zowel als acteur in, en schrijver van komedies. Voor het theater bewerkte hij Tel uit je winst (Funny Money) en Oude Nieuwe Vrienden, hij herschreef De tante van Charlie en schreef De Vlooienmars, Een Rits te Ver en Dubbel Op. Hij leverde bijdragen aan het theaterprogramma Revue?! met onder anderen Nelly Frijda en Frans Mulder en schreef het script en de nieuwe liedteksten van de musical Fabeltjeskrant. Toen Jos Brink ziek werd, vroeg deze hem zijn rol over te nemen bij Theatergroep Purper. In het seizoen 2010/2011 speelde Van Eerd de rol van Albin/ZaZa in de openingsvoorstelling van het DeLaMar Theater in Amsterdam. De voorstelling werd bijgewoond door koningin Beatrix. Voor deze rol ontving hij een Musical Award voor beste mannelijke hoofdrol en een Musical Award voor beste vertaling/bewerking.
Hij speelde ook in televisieproducties en is regelmatig te horen als voice-over en stemacteur. Voor televisie en film speelde Van Eerd onder meer in Flodder in Amerika!, de tv-serie Flodder, Baantjer, André van Duins Comedy Club en Meiden van De Wit. 
Van Eerd deed mee met de Nederlandstalige nasynchronisatie voor onder andere Aladdin, The Mask , De Leeuwenkoning en Harry Potter. 
In 2009 was hij 'de Mol' in het AVRO-televisieprogramma Wie is de Mol?
In 2010 speelde hij de rol van Pseudolus in de musical A Funny Thing Happened on the Way to the Forum van Stephen Sondheim.
Op witte donderdag 2 april 2015 speelde Van Eerd de rol van Pontius Pilatus in het live op NPO 1 uitgezonden muzikaal-Bijbelse Paasevenement The Passion in Enschede.
In 2015 werd Het Pretpakhuis opgericht. Onder de artistieke leiding van Van Eerd heeft het productiehuis een aantal producties op haar naam, zoals Harrie Babba, Harrie Let op de Kleintjes, Harrie & Eva, Kunst & Kitsch en de musical Charley, de komische musical.
In 2022 kondigde Van Eerd bij het programma Tijd Voor MAX aan dat hij gaat stoppen met zijn alter ego Harrie Vermeulen. In de afgelopen twintig jaar heeft Van Eerd vijftien voorstellingen gespeeld als dit typetje. Zo Vader Zo Zoon is de laatste show waarbij Van Eerd als Vermeulen op het toneel stond.

## Persoonlijk
Op 1 mei 2007 trouwde Jon van Eerd met zijn vriend. Het paar was toen bijna 25 jaar bij elkaar.

## Prijzen
- 1982 - Beste Acteur Equus (Leiden English Speaking Theatre)
- 1998 - Marketeer of the Year Holiday Inn
- 2005 - Theaterprijs De Blauwe Kei De tante van Charlie
- 2008 - John Kraaijkamp Musical Award Beste Kleine Musical De Fabeltjeskrant
- 2009 - Theaterprijs De Blauwe Kei Boeing Boeing
- 2010 - Gouden Notekraker toneel
- 2011 - John Kraaijkamp Musical Award Beste mannelijke hoofdrol "La Cage Aux Folles"
- 2011 - John Kraaijkamp Musical Award Beste Vertaling/Bewerking "La Cage Aux Folles" (samen met Martine Bijl)
- 2011 - Johan Kaartprijs
- 2011 - Musicalworld Award Beste mannelijke hoofdrol "La Cage Aux Folles"
- 2015 - John Kraaijkamp Musical Award Beste mannelijke hoofdrol "Moeder, ik wil bij de Revue"
- 2011 - Musicalworld Award Beste mannelijke hoofdrol "Moeder, ik wil bij de Revue"
- 2019 - John Kraaijkamp Musical Award Beste script "The Addams Family"

## Onderscheidingen
- 2012 - Ridder in de Orde van Oranje-Nassau

## Deelnames

### Scripts en scenario's/eigen werk
- De Disney Collectie
- Bijbelse Verhalen
- Moeder ik wil bij de revue, bijdragen
- Pearl Harbor, documentaire
- Oranje Boven, sitcom

### Toneelstukken/eigen werk/musicals
- De Vlooienmars (1980)
- Little Do They know (1988)
- Het Holleweg Mysterie (1989)
- Little Do They Know, Revisited (1989)
- Little Did They know (1990)
- Salomé (1996)
- Holiday Winn (1996)
- Vrouwen Allemaal Vrouwen (1997)
- Stephen Stephen (1998)
- Peccato Mortale (2000)
- Titanic (2001-2002)
- Tel uit je winst (2002)
- Mamma Mia! (2003)
- De tante van Charlie (gebaseerd op het originele stuk met dezelfde titel; 2004)
- Een Rits te Ver (2005)
- Dubbel Op (2006)
- De Fabeltjeskrant, musical (2007)
- Boeing Boeing (gebaseerd op het originele stuk met dezelfde naam; 2008)
- Oranje Boven (2009-2010)
- La Cage Aux Folles (2010-2011)
- Kantje Boord (2011-2012)
- De BonBonFabriek (2012-2013)
- Jon en de Jongens (2013)
- Harrie en Twee Meesters (2013-2014)
- Moeder, ik wil bij de Revue (musical) (2014-2015)
- The Passion (2015)
- Harrie Babba (2015-2016)
- Harrie let op de kleintjes (2016-2017)
- Harrie en Eva (2017-2018)
- Charley, de komische musical (2018-2019)
- Herrie in de keuken (2019-2020)
- Harrie neemt de benen (2021-2022)
- Zo Vader Zo Zoon (2022-2023)[6]

### Bewerkingen
- Hij was 40 en Zij was Blond: bewerking van The Seven Year Itch (1987)
- Naar Maar Raar: bewerking van After Magritte (1988)
- De Koning Sterft: bewerking van Le roi se meurt (1992)
- Stilte!: bewerking van Noises Off (1996)
- Tel uit je winst: bewerking van Funny Money (2002)
- Oude nieuwe vrienden: bewerking van het oorspronkelijke stuk voor Omroep MAX (2006)
- Boeing Boeing: bewerking van het oorspronkelijke stuk (2008)
- La Cage Aux Folles: vertaling/bewerking van de dialogen van de musical (2010)
- Addams Family: vertaling/bewerking van de musical (2018)
- De komedie over een bankoverval (2023)

### Nasynchronisatie
- Willy Wonka & the Chocolate Factory - Willy Wonka
- Wonka - Lofty (meneer Loempa)
- Dora the Explorer - Zwieber de vos
- Harry Potter - Arthur Wemel
- De Avonturen van Ichabod en meneer Pad - De Verteller / Ichabod Crane
- Een Luizenleven - Overige stemmen
- Biker Mice from Mars - Vinnie
- Pokémon - Professor Oak en Dexter (1999-2007)
- Mary Poppins - Overige stemmen (1999)
- Argaï - Singa / Herbergier / Wijnboer in Parijs / Tiberias (2001-2002)
- 101 Dalmatiërs II: Het avontuur van Vlek in Londen - Lars
- The Lion King 2 - Simba
- Shrek - Monsieur Hood
- Shrek 2 - De Gelaarsde kat
- Shrek de derde - De Gelaarsde kat
- Shrek: voor eeuwig en altijd - De Gelaarsde Kat
- De Gelaarsde Kat - De Gelaarsde Kat en de Verteller
- De Gelaarsde Kat 2: De Laatste Wens - De Gelaarsde Kat
- Shrek the Halls - De Gelaarsde Kat
- Scared Shrekless - De Gelaarsde Kat
- Donkey's Caroling Christmas-tacular - De Gelaarsde Kat
- Assepoester 2 - Tom
- Assepoester 3 - Tom
- Aladdin (animatieserie) - Aziz
- Aladdin en de Dievenkoning - Handlanger van de Dievenkoning
- De Kleine Zeemeermin 2 - Botje
- Mulan - Chien-Po
- Mulan 2 - Chien-Po
- Chicken Little - Billy Big
- The Prince of Egypt - Huy
- The Powerpuff Girls - Verteller
- Teletubbies - voice-over
- Verschrikkelijke Ikke - Gru
- Verschrikkelijke Ikke 2 - Gru
- Verschrikkelijke Ikke 3 - Gru
- Verschrikkelijke Ikke 4 - Gru
- Minions - Gru
- Minions: The Rise of Gru - Gru
- Wreck-It Ralph - Koning Karamel
- Paling en Ko - Ko
- SpongeBob SquarePants - Mosseljongen en Vader van SpongeBob
- The Simpsons - Politieagent
- De pinguïns van Madagascar - Agent Geheim
- Barbie in De Notenkraker - Vleermuis Pimm
- Barbie als Rapunzel - Hobie

- International Standard Name Identifier: 0000 0003 6895 7450
- MusicBrainz: fabaed8f-2c85-421f-be02-73a634b87b6d
- Nederlandse Thesaurus van Auteursnamen: 255804229
- Virtual International Authority File: 281590329
- WorldCat: E39PBJy4jpvgPbch67WC9qxJjC